# 世侯
世侯是金元之际中原汉地武装割势力的称谓。元世祖忽必烈上台后逐渐削弱其权，世侯从而消失。

## 产生
金朝末年，金朝内部矛盾重重。对契丹人而言，金有亡国之仇，且亡国之后又倍受金人欺凌，早思报复。而汉人处境更坏，对金人的反抗此伏彼起。早在蒙古建国之前，就已经有许多不满金之统治的汉人、契丹人投奔蒙古。蒙古帝国攻金，使金朝在黄河以北统治陷于崩溃。于是金境内汉人、契丹人中的土豪等纷纷聚宗族、集壮丁结坞堡以自卫，并趁乱争夺地盘，扩大自己的势力，从而形成大大小小的军阀。他们或来自金朝官吏，或豪门大户，或汉人农民起义领袖，或原留居北方抗金的部队。
从1211年成吉思汗率军亲征蒙古开始，到1216年蒙古军队回师，历时五年。成吉思汗虽然回师但任命木华黎为太师国王，负责灭金事务，并承制行事，建立军事统治机构。木华黎按照成吉思汗“招集豪杰，以戡未定之地”之诏，大肆招纳上述各类等，利用他去扩大占领区域。对这些人按其实力和占领区域分别授予官职，并准予世袭，并且在其境内享有自置官吏自行收取赋税等权力，因此称之为世侯。

## 发展
蒙古采取军事进攻和招诱两种手法，各地土豪纷纷投效蒙古，并且跟随蒙古军队攻略其他州县。金朝不久也采取相同策略，凡是能抵御蒙古或收复失地者，皆予以相同封赏。其中较大的有九位，被称为“九公”。此后蒙、金双方的争夺基本上为对世侯之间的争夺和争战。
1220年，蒙古招降金“九公”中势力最大者武仙，蒙古以史天倪为河北西路兵马都元帅，武仙为副。1225年，武仙复叛为金，杀史天倪，蒙古军逐走武仙，复占真定，以史天泽代其兄职。